# 鹿児島県文化センター
鹿児島県文化センター（かごしまけんぶんかセンター）は、日本の鹿児島県鹿児島市山下町にある多目的ホール。

## 概要
1966年開館。地下2階、地上4階からなる。ホールは1階から3階までのワンスロープ型で、劇場ホールとしては鹿児島市民文化ホール（川商ホール）とともに鹿児島県内最大の規模を持つ。4階は鹿児島県立博物館別館として使用され、プラネタリウムおよび恐竜などの化石標本の展示がある。
前庭には薩摩藩家老小松帯刀の像がある（西俣敏弘作、1994年）。隣は鹿児島市中央公民館で、その向かいに西郷隆盛銅像がある。
現在、運営は公益財団法人鹿児島県文化振興財団が行っている。
年間2,000万円・5年間の契約で、焼酎「宝山」などを発売している西酒造に命名権が売却され、2006年4月より宝山ホール（ほうざんホール）の愛称が定められた。

## ホール
- 舞台　間口20m、奥行き13.5m、高さ8m
- 客席　1,507席（含オーケストラピット97席）、立見115人
- 車椅子席　8台（固定席18席分を取り外すことで確保する）

## その他施設
- 楽屋　6部屋
- 主催者控室　2部屋（ホワイエ、楽屋）
- 浴室　男女各1室
- リハーサル室　2部屋（ピアノ有り）
- 会議室　5部屋
- 多目的ルーム　1部屋
- アート・ギャラリー　3部屋

## アクセス
- 鹿児島市営バス、鹿児島交通、南国交通、JR九州バス「金生町」バス停より徒歩約3分
- 鹿児島市電「朝日通」電停より徒歩約3分

## 沿革
- 1966年（昭和41年）11月15日に開館した。文化会館と科学館が併設され、科学館はプラネタリウム室、恐竜化石展示室、理工系展示室、実験室を備えていた[5]。従来の中央公民館や体育館では音響効果上で問題が多かった[1]。
- 1981年（昭和56年）鹿児島県立博物館の新館が開館し、県文化センター科学館の理工系資料と実験機器は博物館に移管された[5]。プラネタリウム室と恐竜化石展示室はそのままで管理が県立博物館に引き継がれ[5]、県立博物館の別館という扱いになった。
- 2006年（平成18年）鹿児島県がネーミングライツを導入、西酒造をスポンサーとして愛称名を「宝山ホール」とした[6]。
- 2018年（平成30年）ホール天井の耐震工事を行う[7]。
- 2020年（令和2年）新型コロナウイルス感染症に関する緊急事態宣言が出されたことにともない、4月18日から5月6日まで休館[8]。その後は利用を再開するが、多数の公演が中止または延期された。

## 関係者
- 北原三男（初代館長）[9] - 鹿児島県職員、詩人・文筆家（夏目漠）